# Фринозома Дугласа
Фринозома Дугласа, или рогатая ящерица Дугласа, или короткорогая жабовидная ящерица (Phrynosoma douglassii) — вид ящериц из рода жабовидных ящериц. Название дано в честь шотландского биолога Дэвида Дугласа (1799—1834).
Длина тела от 6 до 15, в среднем 7—8 см. Самцы заметно меньше самок. Масса самок 20 г, самцов — 12 г. Всё тело покрыто колючками. Окраска серого, желтоватого или красновато-коричневого цвета с двумя рядами крупных тёмных пятен на спине. Брюхо белого или кремово-жёлтого цвета. При угрозе или агрессии их цвет становится более интенсивным.
Активна днём. Питается насекомыми, прежде всего муравьями. При этом распознаёт только ту добычу, которая активно движется. Наряду с насекомыми охотится также на моллюсков и иногда на мелких змей.
Спаривание происходит с апреля по июль, при этом самцы активно ищут самок. Яйцеживородящая ящерица. В выводке от 6 до 30 детёнышей. Самцы становятся взрослыми через 1 год, самки — через 2 года. Продолжительность жизни около 5 лет.
Естественными хищниками вида являются койоты, лисы, соколы, вороны, змеи и крупные ящерицы.
Вид распространён в северо-западной части США и Британской Колумбии.